# Pont-canal de Magdebourg
Le pont-canal de Magdebourg (en allemand : Kanalbrücke Magdeburg), situé dans le centre de l’Allemagne près de Magdebourg, permet le passage du Mittellandkanal au-dessus de l'Elbe pour rejoindre le canal Elbe-Havel. Sa construction a commencé en 1997 et a été terminée en 2003. 
Il permet aux grands navires commerciaux de passer entre la Rhénanie et Berlin sans avoir à descendre puis à sortir de l’Elbe elle-même.